# 寶島芙樂蘭
寶島芙樂蘭（学名：Phreatia formosana），也称馥兰、套叶馥兰，为蘭科馥兰属下的一个种。生长在林中透光处的树上，海拔800-1800米。产台湾南部和云南南部（景洪）。越南、泰国也有分布。模式标本采自我国台湾。其种加词“formosana”意为“台湾的”。